# Potiguaras

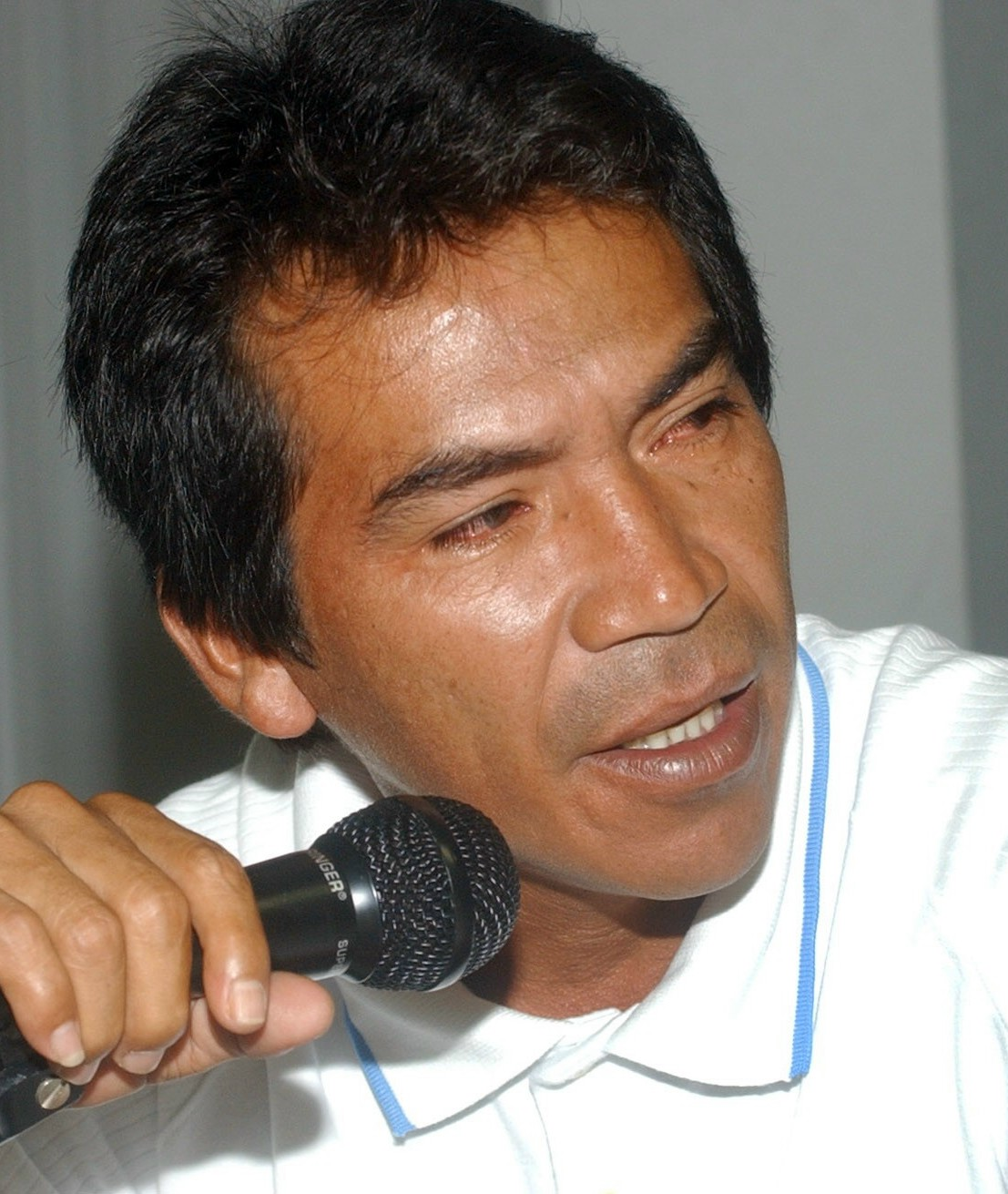
Antonio Pessoa, porte-parole des Potiguara

Les potiguaras (« mangeurs de crevettes »,  de pety « crevettes » et guara, « mangeur ») sont un groupe d'indigènes qui habitaient sur la côte des États de Paraiba, du Rio Grande do Norte et du Ceará, lorsque les Portugais et les peuples européens sont arrivés au Brésil.

## Histoire

### Début duXVIIesiècle
Les Potiguaras furent très tôt connus pour des migrations très longues, analysées à l'aide de l'ethnolinguistique et des récits de voyage, en partie dues à la célèbre recherche d’un « pays sans mal », même si la colonisation du Maranhão par les tribus tupis fut tardive. Les proto-tupi-guarani venaient de la zone au sud de l’Amazonie, entre le Rio Madeira et Guaporé, et migrèrent à l’époque précoloniale vers le sud, formant les groupes des Guaranis du Paraguay, que des Français rencontrèrent vers le milieu du XVIe siècle dans la région de Rio de Janeiro, selon les livres de Jean de Léry (1536-1613) et d'André Thevet (1516-1590).
Mais une partie remontèrent au contraire vers le nord, en raison de l'expédition du Portugais Pero Coelho de Sousa en 1603-1604, considérée comme la « première tentative avortée des Portugais de conquérir le Ceara et de pénétrer de là au Maranhao », un peu avant la seconde qu'a constituée la mission des Pères jésuites Francisco Pinto et Luis Figueira de 1607. La première causa aussi un « scandale politique » mais aussi une « forte pression sur les Indiens de la région » à s’enfuir car il avait  « fait esclaves non seulement des Indiens vaincus en guerre comme c’était la coutume, mais aussi des Indiens alliés », en violation des règles portugaises de cette période, obligeant à les renforcer. 
Pero Coelho de Sousa avait érigé en 1604 le fort de São Tiago da Nova Lisboa à l’embouchure du Rio Ceará, abandonné en 1605 à cause d’une sécheresse pour se replier au Forte dos Reis Magos à Natal. 
Les troubles au Ceará au début du XVIIe siècle amenèrent aussi plusieurs « Tobajares », les « Miarigois » du Père Yves d'Evreux, à quitter cette région pour se retirer près de la rivière Mearim au Maranhao. Martim Soares Moreno, qui accompagnait Pero Coelho de Sousa en 1604, se hasarda alors en 1614 faire une reconnaissance au Maranhao français, sans insister. Vers 1615, ils sont en contact avec beaucoup d’autres tribus.

### Milieu duXVIIesiècle
Selon José de Alencar, les Potiguaras étaient les alliés des Portugais durant la période coloniale du Brésil, en particulier lors de l'invasion hollandaise. Mais une partie des Potiguaras a au contraire combattu dans les rangs des occupants hollandais.
Dans la baie appelée "Baía da Traição" en 1625 les Potiguaras ont rencontré le skipper et cartographe hollandais Boudewyn Hendriksz et d’autres capitaines, selon l'historien[José Antonio Gonsalves de Mello, et 25 Amérindiens d'entre eux ont été amenés aux Pays-Bas cette année là parmi lesquels Pedro Poti et Antonio Parapawa, les deux plus connus du groupe. 
Les Portugais restèrent environ 2 mois jusqu'à ce qu'ils apprennent que les Portugais s'installent une expédition pour expulser Boudewyn Hendriksz et son ami, Andries Veron. Craignant des représailles portugaises, les Potiguaras demandèrent à accompagner les envahisseurs. Lorsque les Portugais sont arrivés, il y a eu un massacre des Indiens à cause du bon accueil qu'ils avaient réservé aux membres de l'escadre hollandaise.
Ces Potiguaras, arrivés en Hollande, sont interrogés par Hessel Gerritsz (1581 -1632), le cartographe en chef de la VOC, qui liste le nom de plusieurs d'entre eux dans un manuscrit du 20 mars 1638,, et peu après s'est joint à un voyage en 1628-1629 au Brésil et dans les Caraïbes, où il a contribué aux cartes de la Beschrijvinghe van West-Indiën ("Description des Antilles") de Johannes de Laet publiées en 1630.
Alors que de nombreux peuples indigènes amenés en Europe souffraient de maladies, Pedro Poti et Antônio Paraupaba ont émergé comme intermédiaires lors de l'invasion néerlandaise de 1630
. 'une de ces alliances a eu lieu avec les Tapuias , comme s'appelait le groupe de groupes indigènes qui ne parlaient pas le tupi et vivaient à l'intérieur, et était d'une importance primordiale pour l'occupation du Nord-Est. L'alliance la plus marquante était celle célébrée par les Indiens de l'ethnie Tarairiu , qui étaient divisés en deux groupes, l'un dirigé par Janduí et l'autre par Carcará.
Un autre accord important entre les Tapuias et les Hollandais fut signé avec le groupe Cariris en 1631  par l'intermédiaire de Pedro Poti. De telles alliances ont été réalisées à des conditions que les Indiens aient leur liberté garantie par les Hollandais, en plus d'une offre constante de biens et de nourriture par les deux parties. Il est très probable que le succès de l'invasion hollandaise de 1630 n'aurait pas été possible sans la coopération de ces guerriers indigènes qui, avec leur force physique et leur connaissance de la terre, ont remporté de grandes victoires et organisé un grand nombre d'escarmouches contre les Portugais.
Pedro Poti était le parent d'une autre amérindien qui faisait lui partie des alliés des Portugais, du nom de Felipe Camaro, avec lequel il correspondait et qui sera glorifié au XIXe siècle parmi les héros de l'histoire coloniale du Brésil - au même titre que sa compagne Clara Camarão.
Les lettres échangées entre les Indiens potiguares alliés aux Hollandais comme Pedro Poti avec Felipe Camarao un autre Indien combattant du côté portugais, ont été écrites en tupi mais traduites en Hollandais par le pasteur protestant Johannes Eduards. Il y a six lettres parmi lesquelles celles écrites en août et octobre 1645 par Felipe Camarao pour tenter de convaincre les autres notamment son parent Pedro Poti, de rejoindre les Portugais. 
Felipe Camarao ne savait pas seulement lire et écrire, mais possédait aussi les rudiments du latin. Des documents hollandais rapportent que dans certains villageois le maître d'école était indien, et que les maîtres devaient au moins savoir lire et écrire leur langue maternelle. Les lettres échangées entre Amérindiens appellent leur défense ou de nouvelles des expéditions  pour la découverte de mines à Sergipe, à Parahyba, sur le Rio Grande do Norte et principalement au Ceará.
Jacob Rabbe était un juif allemand envoyé aux Tarairiús, en 1642 , dans le but de renforcer les liens entre les Hollandais et les Indiens, et il finit par devenir un pilier de cette alliance, puisque les Cariris commencèrent à le voir comme un grand chef. Les relations entre les Tapuias et les Hollandais entrent en crise après l'assassinat du rabbin aux mains de Joris Garstman et de son complice Jacques Boulan. Joris Garstman , avant d'avoir été impliqué dans l'assassinat de Rabbi, fut commandant du fort , et en 1645 , promu lieutenant-colonel. L'un des groupes, dirigé par Janduí, est resté allié aux Néerlandais tandis que l'autre s'est enfui du côté portugais, causant une grande perte au contingent néerlandais, ce qui a renforcé la résistance portugaise.
La Compagnie des Indes occidentales a tenté, dans sa dernière période au Brésil de réparer ses finances, d'acquérir de nouveaux éléments de puissance par les métaux précieux extraits des mines, qui croyait-elle fermement, existaient toujours dans les capitaineries conquises comme le Ceara. Le journal de Mathias Beck, chargé de l'expédition minière au Ceara de 1645, constitue « l’un des meilleurs documents pour l’étude des relations  des Hollandais avec les Amérindiens », tout comme sa correspondance avec le Conseil de Récife. Un peu plus tôt, les lettres du missionnaire calviniste Jodocus Astetten rendant compte de ses voyages au centre de Parahyba et au Rio Grande vers la fin 1645.

## De nos jours
Aujourd'hui, ils vivent dans le nord de l'État de Paraiba, dans les municipalités de Rio Tinto, Baía da Traição et Marcação. On en recense 12 000 dans 26 villages se situant dans trois réserves (Terras Indígenas): Potiguara, Jacaré de São Domingos et Potiguara de Monte-Mór. Les Potiguaras parlent une langue tupi-guarani. 
Plusieurs descendants de la tribu des potiguaras ont adopté, après soumission au baptême chrétien, le nom de Camarão (crevette) ; le plus célèbre d'entre eux étant le combattant Felipe Camarão.